# Sanfilippodytes kingii
Sanfilippodytes kingii är en skalbaggsart som först beskrevs av Clark 1862.  Sanfilippodytes kingii ingår i släktet Sanfilippodytes och familjen dykare. Inga underarter finns listade i Catalogue of Life.